# Ludwig August Carl Wurster
Ludwig August Carl Wurster (* 28. Juni 1791 in Gönningen; † 23. Februar 1863 in Frankfurt am Main) war ein Kaufmann und Politiker der Freien Stadt Frankfurt.

## Leben
Wurster war Kaufmann in Frankfurt am Main. Er war Teilhaber der Firma Ludwig August Wurster & Co. Von 1835 bis 1842 war er Mitglied der Frankfurter Handelskammer.
Er gehörte von 1835 bis 1837 dem Gesetzgebenden Körper an.